# تيمي سيمونس
تيمي سيمونس مواليد 11 ديسمبر 1976 في بلجيكا، هو لاعب كرة قدم بلجيكي دولي سابق كان يلعب كلاعب وسط. سبق له أن لعب في كأس العالم لكرة القدم مع منتخب بلاده. بدأ مسيرته الرياضية عام 1994.

## المسيرة الاحترافية

### أندية لعب لها
- نادي كلوب بروج
- نادي آيندهوفن
- نادي نورنبرغ

## روابط خارجية
- تيمي سيمونس على موقع الاتحاد الدولي (مؤرشف)  (الإنجليزية)
- تيمي سيمونس على موقع الاتحاد الأوربي (الإنجليزية)
- تيمي سيمونس على موقع الاتحاد البلجيكي (الإنجليزية)
- تيمي سيمونس على موقع قاعدة بيانات كرة القدم.إي يو (الإنجليزية)
- تيمي سيمونس على موقع بيانات كرة القدم. دي إي (الألمانية)
- تيمي سيمونس على موقع ناشيونال فوتبول تيمز (الإنجليزية)
- تيمي سيمونس على موقع Soccerway.com (الإنجليزية)
- تيمي سيمونس على موقع عالم كرة القدم.نت (الإنجليزية)
- تيمي سيمونس على موقع AS.com (الإسبانية)